# Herbert Schnoor
Pour les articles homonymes, voir Schnoor (homonymie).
Herbert Schnoor, né le 1er juin 1927 à Aurich, en Basse-Saxe et mort le 20 juin 2021 à Werder dans le Brandebourg, est un avocat, fonctionnaire et homme politique allemand.

## Biographie

### Début de carrière
Herbert Schnoor naît le 1er juin 1927 à Aurich, en Basse-Saxe. En 1944, il intègre le service de travail du Reich (Reichsarbeitsdienst) avant d'effectuer son service militaire. Il fait des études de droit de 1948 à 1952, valide successivement le premier examen national la même année et le deuxième examen national en 1957 et devient docteur en droit en 1959. Assesseur dans le Land de Basse-Saxe en 1958, il est nommé assesseur gouvernemental l'année suivante et travaille de 1961 à 1963 comme membre du gouvernement du district de Stade. Par la suite, il sert brièvement au ministère fédéral de la Santé puis comme conseiller gouvernemental. En 1964, il entre dans l'administration du Land de Rhénanie-du-Nord-Westphalie, d'abord comme consultant du ministère local de la Culture puis, de 1966 à 1969, en tant que conseiller personnel du ministre. Il est attaché principal d'administration en 1965, membre du Conseil ministériel en 1967 et membre du Conseil ministériel exécutif en 1968. Il est affecté l'année d'après au ministère de l'Intérieur comme directeur du personnel, fonction qu'il exerce pendant un an. 

### Entrée au gouvernement
Encarté au SPD depuis 1965, il est nommé secrétaire d'État à la Science et à la Recherche au sein du gouvernement de la Rhénanie-du-Nord-Westphalie dirigé par Heinz Kühn le 28 juillet 1970. Il occupe ce poste pendant cinq ans avant d'être désigné par Kühn à la tête de la chancellerie d'État le 4 juin 1975. À la suite de la victoire du SPD aux élections législatives régionales de 1980, Schnoor succède à Burkhard Hirsch comme ministre de l'Intérieur de la Rhénanie-du-Nord-Westphalie le 4 juin 1980. Après la démission du ministre des Finances Diether Posser, il devient vice-ministre-président du gouvernement le 1er mai 1988. 
Au cours de son mandat, il prône une politique modérée, notamment vis-à-vis des manifestations, en rejetant le recours à la force. Cette ligne équilibrée lui vaut une certaine popularité sur la scène politique et il s'affirme comme l'un des membres les plus énergiques du cabinet Rau. Il est cependant critiqué par les conservateurs pour les violences survenues lors de la visite du vice-président des États-Unis George H. W. Bush en juin 1983. Il est également confronté à la prise d'otages de Gladbeck en août 1988, dans laquelle l'opposition lui reproche de n'avoir pas eu recours aux services des forces spéciales anti-terroristes et d'avoir retardé l'intervention de la police. En février 1989, il comparaît, à la demande de la CDU, devant une commission d'enquête parlementaire à Düsseldorf dans le cadre de cette affaire. Contrairement au sénateur de Brême Bernd Meyer, il conserve toutefois ses fonctions. 
Il se montre par ailleurs favorable à l'accueil des yézidis sur le sol allemand et se rend en 1989 avec une délégation en Turquie afin de rendre compte des persécutions subies par cette minorité.
Après sa démission en 1995, il travaille comme avocat.

## Distinctions
- Gustav-Heinemann-Bürgerpreis le 21 mai 1989, remis par le président du SPD Hans-Jochen Vogel[10].
- Ordre du mérite de Rhénanie-du-Nord-Westphalie, 6 novembre 1997[11].
- Ordre du mérite de Brandebourg, 14 juin 2010.